# Ствар срца
Ствар срца је српски филм из 2006. године који је режирао Мирослав Мика Алексић.